# Tavistock Clinic
Pour les articles homonymes, voir Tavistock.
La Tavistock Clinic fondée en 1920, est le premier centre de thérapie psychanalytique anglais.

## Historique
Créée juste après la Première Guerre mondiale, la Tavistock est un haut lieu de la psychiatrie britannique. Elle est rattachée en 1948 au National Health Service (NHS).
Elle doit son nom au Tavistock Square, son emplacement d'origine dans le district de Bloomsbury à Londres. Elle fut ensuite transférée dans le Swiss Cottage.
Son fondateur, Hugh Crichton-Miller, a travaillé sur les névroses de guerre sous la double influence de Jung et de Freud. Le centre reçoit des enfants, adolescents et leur famille, dispensant aussi des enseignements à d'autres institutions. L'éclectisme de l'institution a suscité des controverses et Ernest Jones notamment interdit aux membres de la Société britannique de psychanalyse de travailler à l'institut. La Tavistock Clinic a compté dans ses rangs les consultants psychanalystes Wilfred Bion, Donald Meltzer, Esther Bick, Martha Harris, Susan Isaacs, John Bowlby, Michael Fordham, John Byng-Hall.
Durant la Seconde Guerre mondiale, la Tavistock a contribué à l'effort national et a initié des communautés thérapeutiques pour soldats et les psychothérapies analytiques de groupe sous l'impulsion de Wilfred Bion pour le plus connu. Les activités de la Tavistock se sont aussi diversifiées avec des consultants pour « changements organisationnels » dans des institutions (T.I.H.R. : « Institut des relations humaines de la Tavistock Clinic »), un service d'aide aux familles, un département pour adolescents, etc. Michael Balint et d'autres analystes ont alors rejoint les nombreux intervenants.  
La Tavistock Clinic et la Portman Clinic se sont associées dès 1994 pour devenir Tavistock and Portman NHS Trust qui a pris le statut de fondation depuis 2006.
Un bâtiment construit dans les années 1960 dans un quartier du nord-ouest de Londres, proche du métro Swiss Cottage, abrite un très ancien service de prise en charge des enfants et adolescents transgenres, créé en 1989 par le psychiatre Domenico Di Ceglie et appelé Gender Identity Development Service. À la suite du rapport intermédiaire du Dr Cass, le NHS annonce la fermeture du GIDS en juillet 2022,. En 2023, le service n’accepte plus de nouveaux patients, alors que les services décentralisés promis pour le remplacer n'ont pas été mis en place. 7 500 jeunes sont en attente d’une prise en charge par le NHS.